# Idaea rufulata
Idaea rufulata là một loài bướm đêm trong họ Geometridae.